# 任播 (十六国)
任播（?—?），十六国时后赵官员，乐安（治今山东省邹平县东北）人。
石勒称赵王时，任播为史学祭酒、侍中。太和三年（330年），石勒称皇帝，群臣议定后赵的五德次序。任播提议赵国承繼晋朝的金德为水德，金生水，尚玄色，石勒听从了他的建议。后来任播教石勒次子石弘兵书。